# Оходза (Гнезненський повіт)
Оходза (пол. Ochodza) — село в Польщі, у гміні Тшемешно Гнезненського повіту Великопольського воєводства.
Населення — 170 осіб (2011).
У 1975-1998 роках село належало до Бидгощського воєводства.

## Демографія
Демографічна структура станом на 31 березня 2011 року:
|          | Загалом | Допрацездатний вік | Працездатний вік | Постпрацездатний вік |
| -------- | ------- | ------------------ | ---------------- | -------------------- |
| Чоловіки | 91      | 28                 | 54               | 9                    |
| Жінки    | 79      | 18                 | 45               | 16                   |
| Разом    | 170     | 46                 | 99               | 25                   |